# Храм Успения Пресвятой Богородицы в Картине
Храм Успения Пресвятой Богородицы (Успенская церковь) — православный храм в посёлке Тучково Рузского городского округа Московской области. Входит в состав Рузского благочиния Одинцовской епархии Русской православной церкви.

## История
Первое упоминание деревянной церкви Успения Божией Матери на погосте Картине, на царя и великого князя земле на реке Москве Звенигородского уезда Угожского стана, встречается в документах 1593 года. В Смутное время храм был разрушен и восстановлен в 1679 году, в 1701 году, по ветхости прежней, построили новую, с 1715 года погост Картин стал селом в вотчине Патриарха.
К началу XX века старый деревянный храм окончательно обветшал и было начато строительство каменного. Здание сооружалось, на пожертвования и крупных церковных деятелей, и мирян, по проекту известного архитектора Благовещенского. 17 ноября 1913 года новых храм был освящён епископом Серпуховским Анастасием. На средства попечительницы школ уезда Дубровиной содержалась церковно-приходская школа.
Храм был закрыт в 1930-е годы (документов об этом пока найти не удалось), убранство было расхищено, здание сильно пострадало во время Великой Отечественной войны. Когда в 1990 году руины передали общине верующих, у здания отсутствовали купол и завершение колокольни, крыша, окна. Вскоре начались восстановительные работы, уже с 1998 года богослужения совершаются в храме круглогодично, в 2000 году установлены купола и кресты, в 2001 году — колокола.